# わかば号
運転免許センター線わかば号とは、茨城県南部と東茨城郡茨城町にある茨城県運転免許センターの間の中距離都市間バス路線（路線バス）である。関鉄グループ各社が運行。

## 概要
運転免許センターの試験開始時刻に間に合うよう、試験終了後に出発するように設定されている。また、運転免許センターの都合で終了時刻が延長される場合は、それに合わせて運行時刻が変更される場合もある。
また、運転免許試験が行われる月曜日から金曜日までの運行で、試験が行われない土曜日、日曜日、休日および年末年始は運行されない。

## 現行系統

### 特急わかば号
- 運転免許センター → （直行） → 水戸駅

関東鉄道水戸営業所の担当。一般路線バスと同じ車両で運行される。運行区間が短いため高速道路を走行しない。通常の一般路線である運転免許センター〜水戸駅〜県自動車学校線の速達系統で、逆方向（水戸駅→運転免許センター）の特急は運行されていないため水戸駅から運転免許センターへの利用時には一般系統（各停便）に乗車する必要がある。

## 過去の路線

### 急行わかば号

#### つくば・土浦ルート
- つくばセンター - （つくば花室トンネル、土浦ニューウェイ） - 土浦駅東口 - （常磐自動車道、北関東自動車道経由） - 運転免許センター（運行会社：関東鉄道）

※2020年2月1日新設
※2月、3月の平日のみ運行。
※2020年は5月1日まで運行期間を延長。また、再度6月29日から2021年6月30日の間運行される。
※2021年7月19日より、運行会社を関鉄観光バスから関東鉄道に変更の上、運行再開。
※2022年9月30日をもって運行休止。

#### 岩井・水海道・つくばルート
関鉄パープルバス
- 岩井バスターミナル - 水海道駅 - つくばセンター - （常磐自動車道、北関東自動車道経由） - 運転免許センター

※2019年7月1日より運休、2020年2月1日廃止

#### 古河・下妻・下館ルート
関鉄パープルバス
- 古河駅東口 - 下妻駅 - 騰波ノ江駅 - 黒子駅 - 下館駅 - 桜川筑西インター入口 -  （北関東自動車道経由） - 運転免許センター

※3月の平日（運転免許センター休業日を除く）のみ運行
※2014年7月18日までは、下妻駅から筑波庁舎・新治支所入口を経由する「古河・下妻・新治ルート」として運行していたが、同年7月22日からは「古河・下妻・下館ルート」として、下館駅など筑西市および桜川市を経由するようになった。筑西市は2008年3月、桜川市は2011年3月に関鉄パープルバスの路線バスが廃止されて以降、定期運行のバスが1つもない市となっていた。このルート変更により、毎日ではないものの定期運行のバスが筑西市では6年ぶりに、桜川市では3年ぶりに復活することになった。
※2020年2月1日廃止

#### 竜ヶ崎・牛久・土浦ルート
関鉄観光バス
- 竜ヶ崎駅 - 牛久駅東口 - 阿見町役場 - 土浦駅東口 - 県南自動車学校 - （常磐自動車道、北関東自動車道経由） - 運転免許センター

※2016年4月16日より、2/1～4/15、7/21～9/15の平日（運転免許センター休業日を除く）のみ運行。
※上りのみ運行されていた、運転免許センター - （常磐自動車道、北関東自動車道経由） - 土浦駅東口 - つくばセンターは運休となった。
※2018年8月16日より、8/16～9/15、2/1～3/31の平日に運行期間が再度変更。
※2019年より運行期間を2/1～3/31の平日に変更。8/16～9/15は運休となる。
※2020年2月1日より運休。

## 車両
水戸駅〜運転免許センター間の特急わかばを除き、高速道路を走る関係から各系統とも貸切仕様の4列シート車を使用する。また、元貸切車が充てられる場合が多い。